# 菅原牧子
菅原 牧子（すがわら まきこ、1945年5月9日 - ）は、日本のアナウンサー、プロデューサー、日本大学芸術学部放送学科特任教授。
岩手県陸前高田市出身。青山学院大学文学部フランス文学科卒業。俳人協会会員、岩手県ふるさと大使、陸前高田市ふるさと大使。

## 人物・来歴
1968年4月、TBSにアナウンサー第13期生として入社（同期には小島一慶・松永邦久・池田園子・石井和子・見城美枝子・郷司淑子）。
35年間、アナウンサー・番組企画制作者として活躍。『歌のない歌謡曲』、『菅・牧のお昼ですよ』、『講談社 ラジオブックス』他多数に出演。1987年、アノンシスト賞 テレショップ番組最優秀賞。1990年、アノンシスト賞 放送活動賞。1993年、『母と子の朗読コンサート』における第19回アノンシスト賞 ラジオ番組部門最優秀賞を受賞。
永年、TBSで「朗読勉強会」を主宰。TBSアナウンサーの“読みの技術”向上に取り組んできた。スタジオ、ホールでのライブ「朗読コンサート」や、朗読番組の制作・演出・出演を通して、“美しい日本語・言葉の魅力”の探求を続けている。
公演回数20数回にわたる「朗読コンサート」をプロデュース。朗読と音楽のコラボレーションによる、健全かつ高品質な日本語の普及・浸透を目指している。
2003年、TBSを退社し、日本大学芸術学部放送学科教授に就任。同時並行して、年数回、ライブハウスやホールで「朗読公演」を開催。地方色の溢れる文芸作品を中心に、第一線の音楽家、アナウンサー、大学の若人達と“言葉と音楽”による舞台創りをしている。
その後も古巣・TBSラジオの「ラジオブックス」のプロデューサーを務めてきたが、2009年3月27日の放送をもって終了。また近年では一時同局の女性アナウンサーの人材不足状態が続いたこともあって、「朗読コンサート」はしばらく行われていない。
2012年3月で放送学科教授を定年退職、同年4月から同学科の特任教授に就任。

## 出演番組

### テレビ
報道・情報ワイドショー番組
| 期間       | 期間         | 番組名                       | 役職                 |
| ---------- | ------------ | ---------------------------- | -------------------- |
| 1972年4月  | 1975年1月3日 | JNNニュースショー            | 随時出演             |
| 1984年11月 | 1985年3月    | モーニングEye                | 司会                 |
| 1985年4月  | 1991年3月    | JNNおはようニュース&スポーツ | シフト勤務キャスター |
| 1992年4月  | 2000年4月7日 | JNNニュース1130              | 代行メインキャスター |

その他
- 東京エコー（1970年）[5][4]
- スーパーダイスQ（1980年3月3日 - 1984年3月30日）ナレーション
- ミームいろいろ夢の旅（1985年4月7日 - 1985年9月29日）オープニング・エンディングの提供スポンサーアナウンス《NTT時代》
- 新鮮卓急便（1986年）[5][4]
- 今週のスター5[4]
- パンチDEショッピング（1997年）[4]
- ケータイ刑事 銭形愛（2002年10月6日 - 2003年3月30日、BS-i）「警視庁から入電中」ボイス（声の出演） 役

### ラジオ
- こども音楽コンクール（1969年）[4]
- 今日も明るく健康で（1970年）[4]
- TBS それ行け!歌謡曲（1971年、1975年6月 - 1979年4月）[4]
- 歌のない歌謡曲（1971年 - 1990年）[5][4]
- 土曜でジャンプ（1972年）アシスタント[4]
- ディスカバー歌謡曲（1972年）[4]
- 旅そしてふるさとの詩（1972年）[4]
- 三越夕べの音楽（1977年）[4]
- Our Music'80（1979年）[4]
- サブちゃんの演歌街道まっしぐら（1981年）[4]
- スバルリラックスタイム（1982年）[4]
- ナイターゴールデンスタジアム（1982年）[4]
- 近石真介の口八丁耳八丁（1983年）[4]
- 日本列島盛り場ヒット情報（1984年）[4]
- 毒蝮三太夫の土曜ワイド商売繁盛（1985年）[4]
- 日本列島おもしろヒット情報（1985年）[4]
- はやおき倶楽部（1986年）[4]
- 青春リターンマッチ（1986年）[4]
- 菅原牧子のお昼にしましょう（1989年）[5][4]
- 母と子の朗読コンサート[4]
- TBS朗読コンサート[5]
- 講談社 ラジオブックス